# Marie van Hessen-Darmstadt (1824-1880)
Maximiliane Wilhelmina Augusta Sophie Marie van Hessen-Darmstadt, na haar huwelijk Marie Alexandrovna (Russisch: Мария Александровна) (Darmstadt, 8 augustus 1824 — Sint-Petersburg, 3 juni 1880) was de jongste dochter van groothertog Lodewijk II van Hessen-Darmstadt en Wilhelmina Louise van Baden. Ze trouwde met tsaar Alexander II van Rusland.

## Jeugd
Prinses Marie werd op 8 augustus 1824 geboren als het jongste kind van groothertog Lodewijk II van Hessen-Darmstadt en diens echtgenote Wilhelmina Louise van Baden, de jongere zus van Karel van Baden. Er werd gesuggereerd dat de kamerheer van haar moeder eigenlijk de vader van Marie en haar broer Alexander was. Groothertog Lodewijk II zou hen volgens de geruchten als zijn eigen kinderen hebben erkend om verdere schandalen te voorkomen.

## Huwelijk
Toen de Russische tsarevitsj, Alexander Nikolajevitsj, in 1838 door Europa reisde om een echtgenote te vinden, werd hij verliefd op de veertienjarige Marie. Alexanders moeder, Alexandra Fjodorovna, was fel tegen een huwelijk vanwege de geruchten rondom Maries vader. Toch trouwden ze op 16 april 1841.

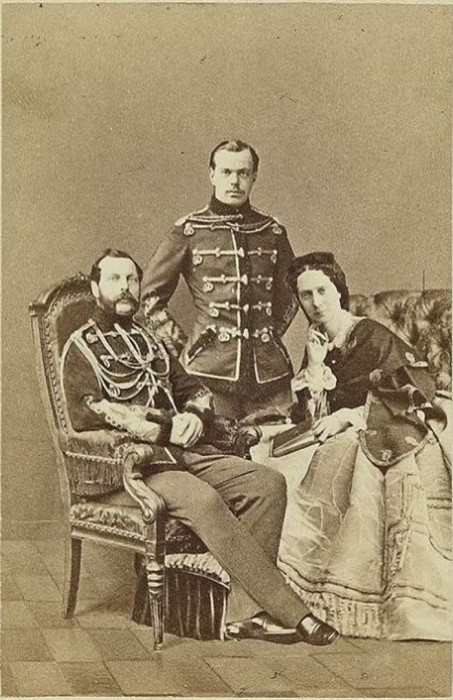
Marie, met haar man Alexander II en haar zoon Alexander III

Het vochtige klimaat van Sint-Petersburg zorgde ervoor dat Marie vaak ziek was. Ondanks haar zwakke gezondheid schonk ze het leven aan acht kinderen. De acht zwangerschappen en haar zwakke gezondheid zorgden ervoor dat ze niet vaak aanwezig was bij koninklijke gelegenheden. Alexander had meerdere affaires, zijn favoriete minnares, prinses Catharina Dolgoroekova, schonk hem zelfs een aantal kinderen, die hij in het keizerlijk paleis liet wonen. Meteen na de dood van Marie op 6 juli 1880 werd een morganatisch huwelijk tussen de twee gesloten.

## Kinderen
Marie en Alexander kregen acht kinderen:
- Alexandra Aleksandrovna (30 augustus 1842 — 10 juli 1849).
- Nicolaas Aleksandrovitsj (20 september 1843 — 24 april, 1865), verloofd met Dagmar van Denemarken (Maria Fjodorovna), die later Alexander III huwde
- Alexander Aleksandrovitsj (26 februari 1845 — 20 oktober 1894), keizer van Rusland
- Maria Alexandrovna (28 juli 1860 — 11 maart 1922), gehuwd met Alfred van Saksen-Coburg en Gotha
- Vladimir Aleksandrovitsj (22 april 1847 — 17 februari 1909), gehuwd met Marie van Mecklenburg-Schwerin
- Aleksej Aleksandrovitsj (14 januari 1850 — 27 november 1908), gehuwd met Alexandra Zjoekovski
- Sergej Aleksandrovitsj (11 mei 1857 — 17 februari 1905), gehuwd met Elisabeth van Hessen-Darmstadt
- Paul Aleksandrovitsj (3 oktober 1860 — 29 januari 1919), gehuwd met Alexandra van Griekenland, dochter van George I van Griekenland

Tijdens een bezoek aan haar broer Alexander in Heiligenberg, ontmoette Marie prinses Alice van Saksen-Coburg en Gotha. Prinses Alice stelde een huwelijk tussen haar broer, Alfred van Saksen-Coburg en Gotha, en Maries dochter, Maria Alexandrovna, voor. Marie was niet blij met het idee, maar kon een huwelijk niet voorkomen. Na de dood van prinses Alice nodigde Marie Alice’ kinderen regelmatig uit in Heiligenberg. Zo ontmoetten Alice’ dochter Elisabeth en Maries zoon Sergej Aleksandrovitsj elkaar, waarop een huwelijk volgde.

## Trivia
Mariehamn, de hoofdstad van Åland dat toen een uithoek van het Russische keizerrijk was, werd in 1861 gesticht door Alexander en is genoemd naar Marie van Hessen-Darmstadt.

## Voorvaderen
| Marie van Hessen-Darmstadt             | Marie van Hessen-Darmstadt                                                                          | Marie van Hessen-Darmstadt                                                                          | Marie van Hessen-Darmstadt                                                                                            | Marie van Hessen-Darmstadt                                                                                            | Marie van Hessen-Darmstadt                                                           | Marie van Hessen-Darmstadt                                                           | Marie van Hessen-Darmstadt                                                                               | Marie van Hessen-Darmstadt                                                                               |
| -------------------------------------- | --------------------------------------------------------------------------------------------------- | --------------------------------------------------------------------------------------------------- | --- | --- | ------------------------------------------------------------------------------------ | ------------------------------------------------------------------------------------ | --- | --- |
| Overgrootouders                        | Lodewijk IX van Hessen-Darmstadt (1719–1790) ∞ Henriëtte Caroline van Palts-Zweibrücken (1721–1774) | Lodewijk IX van Hessen-Darmstadt (1719–1790) ∞ Henriëtte Caroline van Palts-Zweibrücken (1721–1774) | George Wilhelm van Hessen-Darmstadt (1722–1782) ∞ Maria Luise Albertine van Leiningen-Dagsburg-Falkenburg (1729–1818) | George Wilhelm van Hessen-Darmstadt (1722–1782) ∞ Maria Luise Albertine van Leiningen-Dagsburg-Falkenburg (1729–1818) | Karel Frederik van Baden (1728–1811) ∞ Karoline Luise von Baden (1723–1783)          | Karel Frederik van Baden (1728–1811) ∞ Karoline Luise von Baden (1723–1783)          | Lodewijk IX van Hessen-Darmstadt (1719–1790) ∞ 1774 Henriëtte Caroline van Palts-Zweibrücken (1721–1774) | Lodewijk IX van Hessen-Darmstadt (1719–1790) ∞ 1774 Henriëtte Caroline van Palts-Zweibrücken (1721–1774) |
| Grootouders                            | Lodewijk I van Hessen-Darmstadt (1753–1830) ∞ 1774 Louisa van Hessen-Darmstadt (–)                  | Lodewijk I van Hessen-Darmstadt (1753–1830) ∞ 1774 Louisa van Hessen-Darmstadt (–)                  | Lodewijk I van Hessen-Darmstadt (1753–1830) ∞ 1774 Louisa van Hessen-Darmstadt (–)                                    | Lodewijk I van Hessen-Darmstadt (1753–1830) ∞ 1774 Louisa van Hessen-Darmstadt (–)                                    | Karel Lodewijk van Baden (1755–1801) ∞ 1774 Amalia van Hessen-Darmstadt (1754–1832)  | Karel Lodewijk van Baden (1755–1801) ∞ 1774 Amalia van Hessen-Darmstadt (1754–1832)  | Karel Lodewijk van Baden (1755–1801) ∞ 1774 Amalia van Hessen-Darmstadt (1754–1832)                      | Karel Lodewijk van Baden (1755–1801) ∞ 1774 Amalia van Hessen-Darmstadt (1754–1832)                      |
| Ouders                                 | Lodewijk II van Hessen-Darmstadt (1777–1848) ∞ 1804 Wilhelmina van Baden (1788–1836)                | Lodewijk II van Hessen-Darmstadt (1777–1848) ∞ 1804 Wilhelmina van Baden (1788–1836)                | Lodewijk II van Hessen-Darmstadt (1777–1848) ∞ 1804 Wilhelmina van Baden (1788–1836)                                  | Lodewijk II van Hessen-Darmstadt (1777–1848) ∞ 1804 Wilhelmina van Baden (1788–1836)                                  | Lodewijk II van Hessen-Darmstadt (1777–1848) ∞ 1804 Wilhelmina van Baden (1788–1836) | Lodewijk II van Hessen-Darmstadt (1777–1848) ∞ 1804 Wilhelmina van Baden (1788–1836) | Lodewijk II van Hessen-Darmstadt (1777–1848) ∞ 1804 Wilhelmina van Baden (1788–1836)                     | Lodewijk II van Hessen-Darmstadt (1777–1848) ∞ 1804 Wilhelmina van Baden (1788–1836)                     |
| Marie van Hessen-Darmstadt (1824-1880) | | | | |                                                                                      |                                                                                      | | |

- Gemeinsame Normdatei: 120899795
- International Standard Name Identifier: 0000 0001 1873 7084
- Library of Congress Control Number: no2011063140
- Nationale Bibliotheek van Israël: 987007298958305171
- Nationale Bibliotheek van Polen: a0000001187349
- Nederlandse Thesaurus van Auteursnamen: 108213390
- LIBRIS: 217467
- Système universitaire de documentation: 159338700
- Virtual International Authority File: 20524048
- WorldCat: E39PBJg8D8CjmmcC8FqRWPjwG3